# Tašlihan

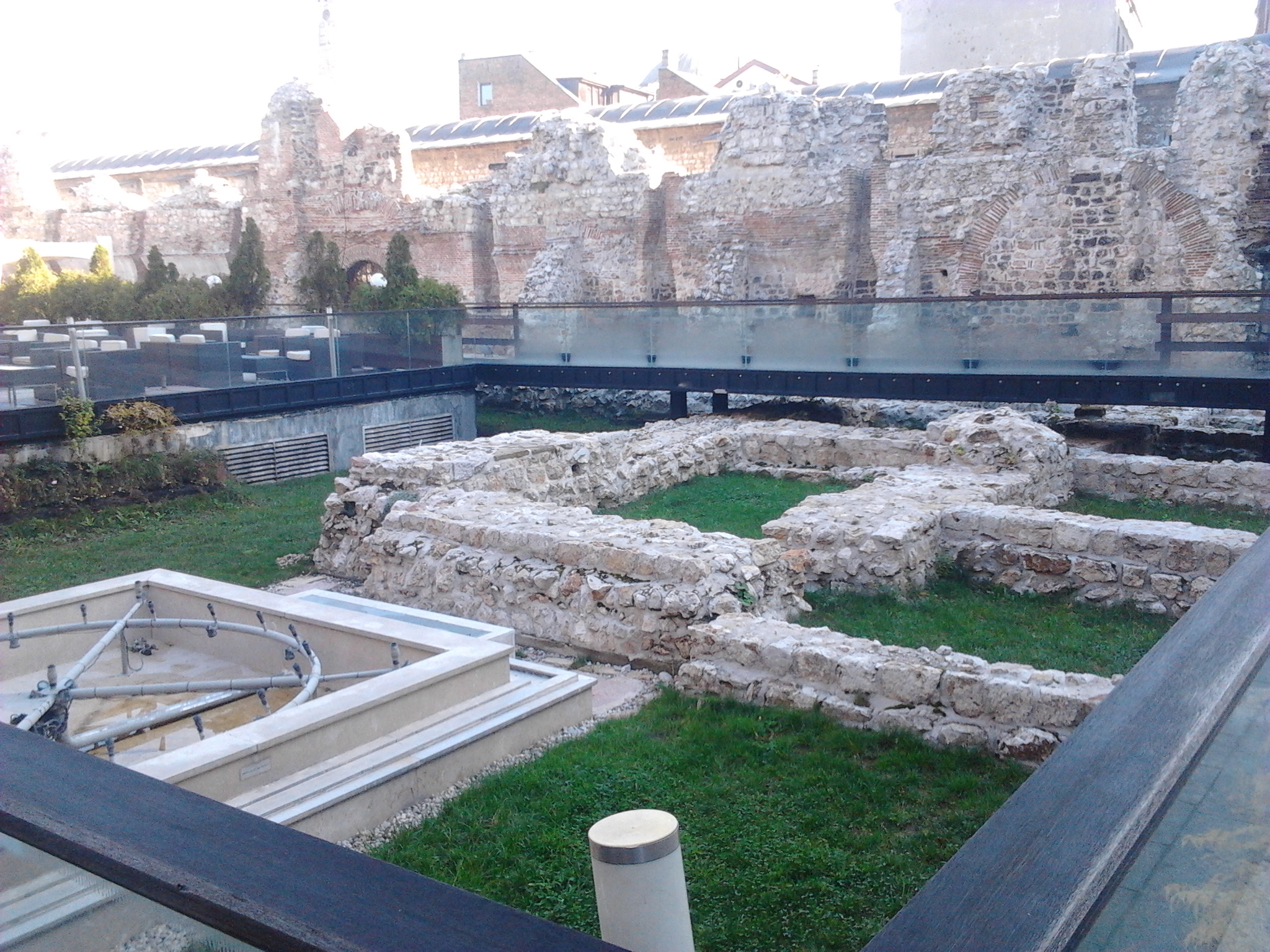
Pozůstatky Tašlihanu

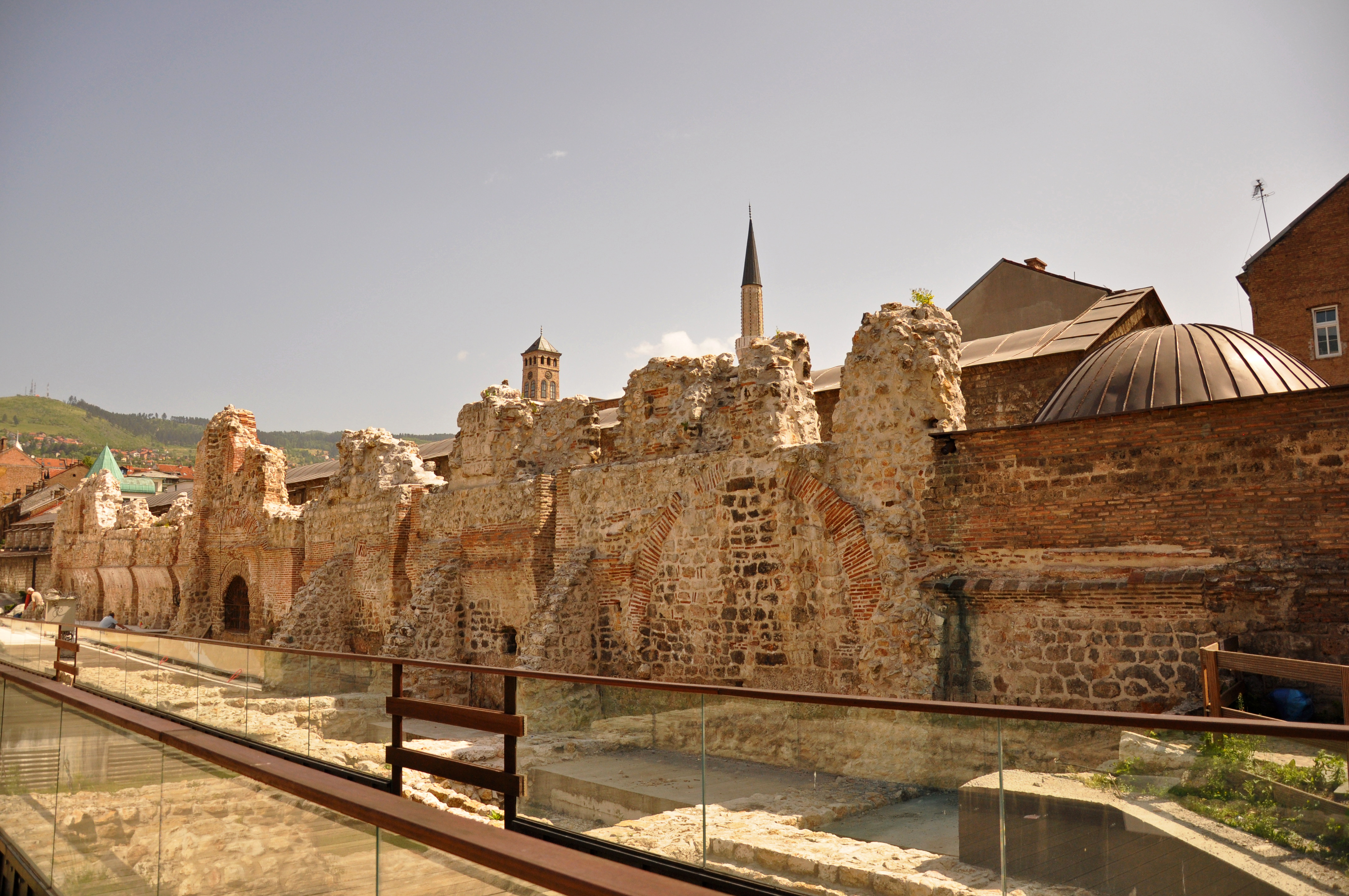
Jediná dochovaná zeď bývalého hostince

Tašlihan (v češtině doslova kamenný zájezdní hostinec) je bývalý han, nacházející se v centru Sarajeva, v blízkosti zahrady hotelu Evropa a Bezistanu.
Han vznikl v období let 1540–1543. Pro jeho zbudování v nově vzniklém městě v tehdejší evropské části osmanské říše byly použity prostředky z nadace (vakufu) Gazi-Husrev-bega po jeho smrti. Na jeho stavbě pracovali zedničtí mistři z Dubrovníka. Han měl obdélníkový půdorys; stavba byla dlouhá 47 metrů. Její kopule byly vyrobeny z olova. V blízkosti hostince v dobách jeho největší slávy se shromažďovala značná řada obchodníků. V letech 1697 a 1831 stavbu poničil požár; v roce 1879 třetí požár za sebou nicméně hostinec zcela zpustošil, a poté již nikdy nebyl obnoven. V roce 1912 byly v souvislosti s rozvojem centra Sarajeva trosky hanu odstraněny; dodnes se tak dochovaly pouze základy a jediná stěna, která přiléhá k tureckému bazaru (bezistanu).
Dnes je archeologické naleziště Tašlihan kulturně chráněnou památkou. V roce 1998 a 2007 byl proveden archeologický průzkum lokality.